# 三留一純
三留 一純（みとめ かずみ）は、日本の作曲家。神奈川県出身。
元はスクウェア（現 スクウェア・エニックス）で主に効果音を手掛けたサウンドクリエイター。現在はゲームミュージックのほか、アニメソングやJ-POPも手掛ける。

## 作品

### ゲームミュージック
- ロマンシング サ・ガ2（効果音、スクウェア、1993年）
- ファイナルファンタジーVI（効果音、スクウェア、1994年）
- ライブ・ア・ライブ（効果音、スクウェア、1994年）
- 聖剣伝説3（効果音、スクウェア、1995年）
- ロマンシング サ・ガ3（効果音、スクウェア、1995年）
- ダイナマイ・トレーサー（効果音、スクウェア、1996年）
- ラジカル・ドリーマーズ -盗めない宝石-（効果音、スクウェア、1996年）
- FRONT MISSION SERIES GUN HAZARD（効果音、スクウェア、1996年）
- ファイナルファンタジータクティクス（効果音、スクウェア、1997年）
- ゼノギアス（効果音、スクウェア、1998年）
- パラサイト・イヴ（効果音、スクウェア、1998年）
- サガ フロンティア2（サウンドエディット、スクウェア、1999年）
- 聖剣伝説 LEGEND OF MANA（サウンドエディット、スクウェア、1999年）
- デュープリズム（効果音、スクウェア、1999年）
- クーデルカ（効果音、SNK、1999年）
- RPGツクール（エンターブレイン、2004年）
- 探偵・癸生川凌介事件譚 仮面幻影殺人事件（光田康典と共同、元気、2005年）
- とっとこハム太郎 ナゾナゾQ 雲の上の?城（任天堂、2005年）
- ルミナスアーク（光田康典・海田明里・景山将太と共同、マーベラスインタラクティブ、2007年）

### 劇伴音楽
- もう、ひとりじゃない（弘田佳孝と共同、1998年）
- ドージンワーク（依田和夫と共同、2007年）
- イマズマイレブン（光田康典・亀岡夏海と共同、2008年 - 2011年）
- 劇場版イナズマイレブン 最強軍団オーガ襲来（光田康典・亀岡夏海と共同、2010年）

### 楽曲提供

#### アーティスト
- AKB48
  - 君が教えてくれた（作曲、2007年）
- 滝沢秀明
  - ヒカリひとつ（作曲、2009年）
- 嵐
  - スパイラル（作曲、2010年）
  - Don't stop（作曲、2010年）
  - ふたりのカタチ（作曲、2012年）
- 大野智
  - 暁（作曲・編曲、2015年）
- A.Y.T.（有岡大貴・八乙女光・髙木雄也）
  - Are You There?（作曲、2017年）
- Hey! Say! JUMP
  - Usual Soldier（作曲、2017年）
  - Snow Memories（作曲、2018年）
  - Lucky-Unlucky（MICO♯と共作詞・作曲、2019年）
  - はな壱もんめ（作曲、2019年）
- Hey! Say! BEST
  - スンダDance（作曲・編曲、2018年）
- 鈴木愛奈
  - Happiness（作曲、2020年）
- King & Prince
  - 桜Season -restart-（作詞・作曲・編曲、2022年）

#### テレビアニメ
- ポケットモンスター アドバンスジェネレーション
  - 江崎とし子「そこに空があるから」（作曲、2003年）
  - インストゥルメンタル「ポケモンシンフォニックメドレー 〜POKÉMON SYMPHONIC MEDLEY〜」（MUSIC（HIROKAZU TANAKAと共同）・ARRANGEMENT & ALL INSTRUMENTS、2005年）
  - インストゥルメンタル「そこに空があるから 〜オルゴールVER.」（作曲、2005年）
- うえきの法則
  - 佐野清一郎（保志総一朗）「太陽の場所」（作曲、2005年）
  - 朴璐美「ボクたちにあるもの」（作曲、2006年）
- 風のスティグマ
  - 木氏沙織「blast of wind」（作曲、2007年）
- ドージンワーク
  - 斎藤桃子「未来のために」（作曲・編曲、2007年）
- ポケットモンスター ダイヤモンド&パール
  - 歌奈子「あしたはきっと」（作曲・編曲、2008年）
  - ヒカリ（豊口めぐみ）・夕焼けKIDS「あしたはきっと NEWアレンジバージョン」（作曲、2009年）
  - あきよしふみえ「サイコー・エブリデイ!」（作曲・編曲、2010年）
- バスカッシュ!
  - 流星（作曲、2009年）

#### OVA
- MURDER PRINCESS
  - 朴璐美「Naked Flower」（作曲、2007年）

#### 劇場アニメ
- ポケモン3Dアドベンチャー2 ピカチュウの海底大冒険
  - ニャース（犬山イヌコ）&ノリノリガールズ「ビッグ・ニャース・ディ」（作曲・編曲、2006年）
- 劇場版ポケットモンスター アドバンスジェネレーション ポケモンレンジャーと蒼海の王子 マナフィ
  - ニャース（犬山イヌコ）&ノリノリガールズ「ビッグ・ニャース・ディ（映画バージョン）」（作曲・編曲、2006年）
- 劇場版ポケットモンスター ダイヤモンド&パール ギラティナと氷空の花束 シェイミ
  - Crystal Kay「ONE（オルゴール・バージョン）」（編曲、2008年）
  - あきよしふみえ&ポケモンキッズ2008「このゆびとまれ」「このゆびとまれ（映画バージョン）」（作曲・編曲、2008年）
- 劇場版ポケットモンスター ダイヤモンド&パール 幻影の覇者 ゾロアーク
  - あきよしふみえ with THE GREATEST-BAND「サイコー・エブリデイ! (BAND VERSION)」（作曲、2010年））
- THE LAST -NARUTO THE MOVIE-
  - うずまきナルト （CV：竹内順子）「いつの日にも」（作曲、2015年）